# Pålböle
Pålböle är en by, från 2015 till 2023 klassad som en småort, i Sävars distrikt (Sävars socken) i Umeå kommun, Västerbottens län (Västerbotten). Byn ligger vid Länsväg 695, på östra sidan av Sävarån, ca två kilometer norr om centrala Sävar. Söder om byn har Pålböleån sitt utlopp i Sävarån.